# Пільзно
Пі́льзно (пол. Pilzno) — місто в піденно-східній Польщі.
Належить до Дембіцького повіту Підкарпатського воєводства.

## Демографія
Демографічна структура станом на 31 березня 2011 року:
|          | Загалом | Допрацездатний вік | Працездатний вік | Постпрацездатний вік |
| -------- | ------- | ------------------ | ---------------- | -------------------- |
| Чоловіки | 2301    | 512                | 1578             | 211                  |
| Жінки    | 2381    | 494                | 1424             | 463                  |
| Разом    | 4682    | 1006               | 3002             | 674                  |